# Kbelany
Kbelany település Csehországban, a Észak-plzeňi járásban. Kbelany Sulislav, Hněvnice, Nýřany, Úlice, Pňovany, Rochlov és Přehýšov településekkel határos. Lakosainak száma 131 fő (2024. január 1.).

## Népesség
A település lakosságának változását az alábbi diagram mutatja:
| Lakosok száma | 183  | 299  | 283  | 173  | 76   | 100  | 96   | 104  | 106  | 131  |
|               | 1869 | 1900 | 1921 | 1961 | 1980 | 2011 | 2016 | 2019 | 2021 | 2024 |